# Camponotus zoc
Camponotus zoc är en myrart som beskrevs av Auguste-Henri Forel 1879. Camponotus zoc ingår i släktet hästmyror, och familjen myror. Inga underarter finns listade.